# 聖龐大良教堂 (上雷內濟)
聖龐大良教堂是位於北馬其頓境内的一座教堂，是一座小型的修建於12世紀的拜占庭式建築教堂。
這座教堂以其內部的壁畫而聞名。在1996年發行的50馬其頓第納爾鈔票上，聖龐大良教堂的壁畫被印刷在鈔票的正面。